# Calliurichthys izuensis
Calliurichthys izuensis is een straalvinnige vissensoort uit de familie van pitvissen (Callionymidae). De wetenschappelijke naam van de soort is voor het eerst geldig gepubliceerd in 1993 door Fricke & Zaiser Brownell.